# Colibri vert et gris
Eupetomena cirrochloris
Espèce
Répartition géographique
Statut de conservation UICN

 LC  : Préoccupation mineure
Statut CITES
Le Colibri vert et gris (Eupetomena cirrochloris) est une espèce de colibris (famille des Trochilidae) endémique du Brésil.

## Habitat
Son habitat naturel est constitué des forêts humides tropicales et subtropicales de basse altitude mais aussi des anciennes forêts lourdement dégradées.

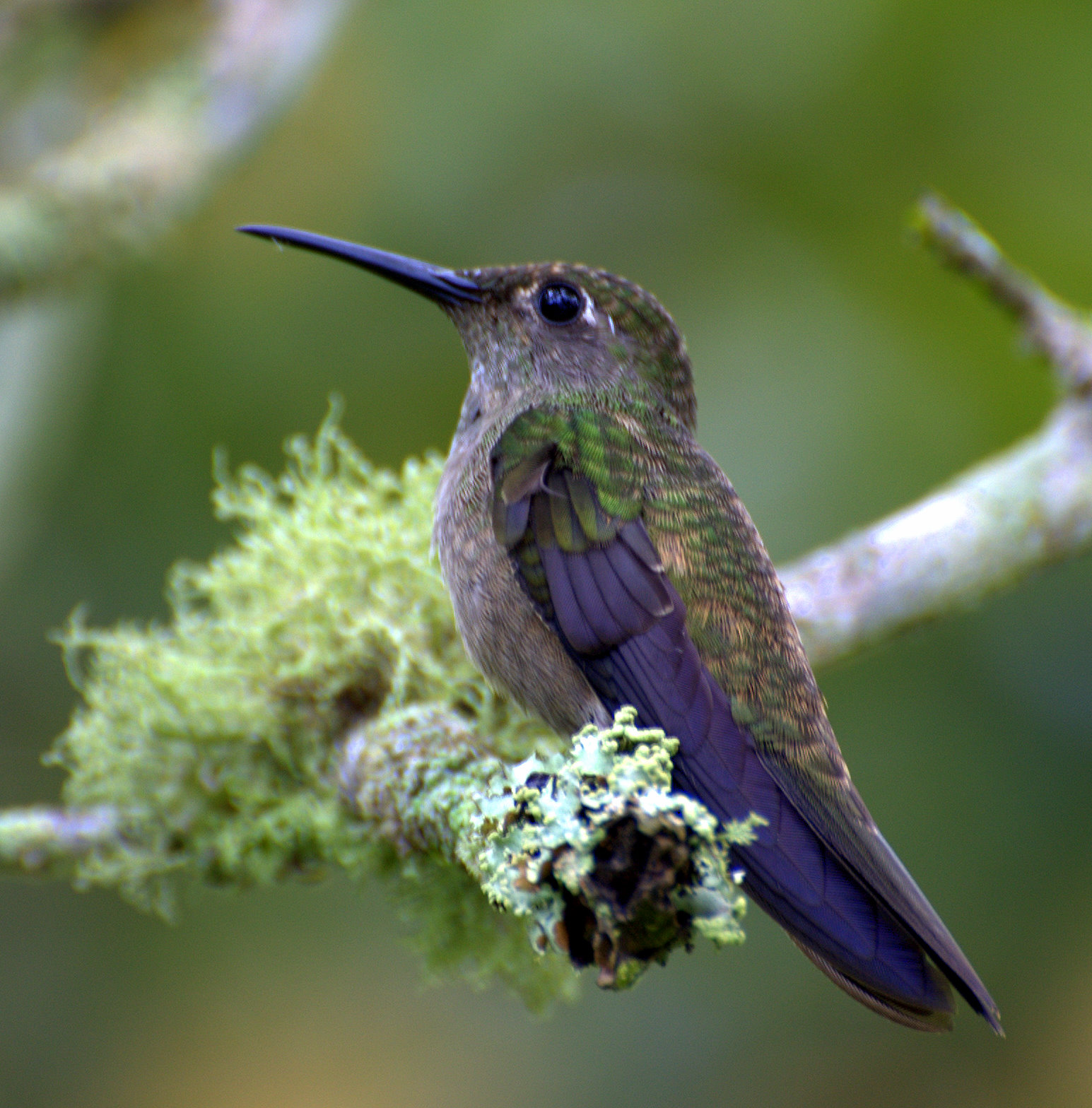
Près de São Paulo.